# Notre-Dame-des-Enfants

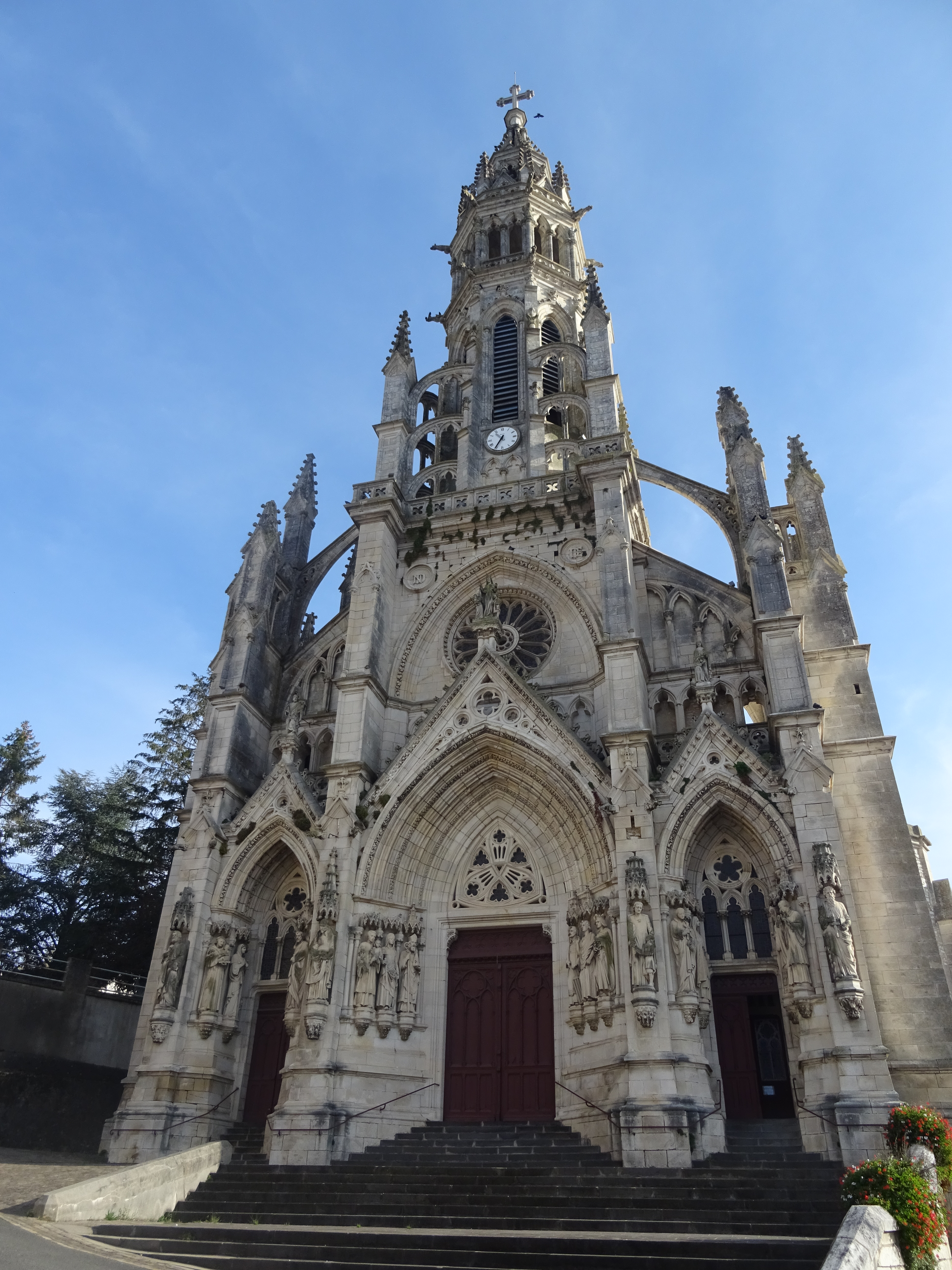
Basilika Notre-Dame-des-Enfants

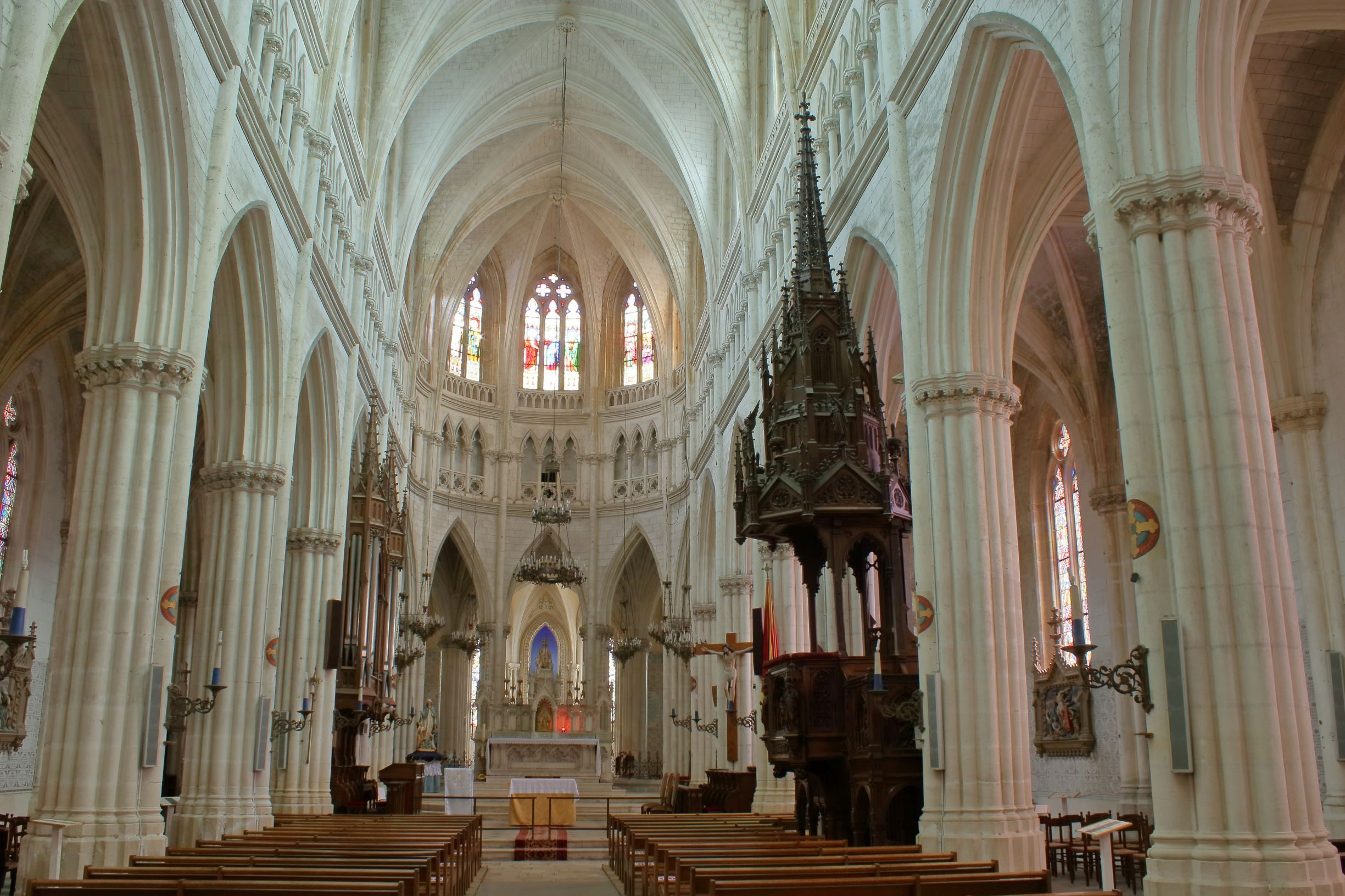
Innenraum mit Blick zum Chor

Die Basilika Notre-Dame-des-Enfants (deutsch Basilika Unserer Lieben Frau von den Kindern) ist eine römisch-katholische Kirche in Châteauneuf-sur-Cher im französischen Département Cher der Region Centre-Val de Loire. Die Pfarrkirche des Erzbistums Bourges trägt den Titel einer Basilica minor. Die Kirche wurde in der zweiten Hälfte des 19. Jahrhunderts im neugotischen Stil anstelle einer Vorgängerkirche errichtet. Die Basilika ist seit 1983 als historisches Baudenkmal geschützt.

## Geschichte
Als Jacques-Marie Ducros 1861 zum Pfarrer von Châteauneuf-sur-Cher ernannt wurde, fand er eine Kirche in Trümmern vor. Für den Wiederaufbau beschloss er, jedes Kind um „zwei Sous“ zu bitten, für die er versprach, zur Jungfrau Maria zu beten. Im Gegenzug erhielt er viele „zwei Sous“ aber auch viele Briefe, darunter einen, der von einem zehnjährigen Mädchen aus Semur-en-Brionnais geschrieben wurde:

„Sie kündigen uns an, Monsieur le Curé, dass das neue Heiligtum, das Sie errichten, Unserer Lieben Frau von den Kindern geweiht werden soll. Was für ein schöner Name! Die Heilige Jungfrau, die unter diesem Titel angerufen wird, wird die Kindheit mit den reichlichsten Gnaden erfüllen.“

Daraus entstand die Idee des Namens, das Projekt wurde neu ausgerichtet und Spenden flossen. 1866 wurde die Bruderschaft Unserer Lieben Frau von den Kindern gegründet. Sie wurde durch ein apostolisches Schreiben von Papst Pius IX. am 21. Januar 1870 als Erzbruderschaft errichtet.
Am 29. August 1869 wurde der Grundstein der Kirche von Msgr. de La Tour d’Auvergne, Erzbischof von Bourges, gesegnet. Die Pläne für das Fundament wurden von Edouard Marganne, einem Architekten aus Vendôme, und die für den Kirchenbau von M. Auclair, einem Architekten aus Bourges, erstellt. Das Werk wurde von Bruder Hariolf (Pierre Fayolle), (1825–1910), Direktor der Brüderschule in Châteauneuf, geleitet. Der Rohbau wurde 1879 fertiggestellt, die Innenausstattung 1886.
Im Jahr 1896 erhob Papst Leo XIII. die Kirche zur Basilica minor. Sie wurde am 24. April 1898 geweiht.

## Architektur
Die Basilika Notre-Dame-des-Enfants steht in der Rue du Château in Châteauneuf-sur-Cher; sie ist im neugotischen Stil gehalten. Sie ist 80 Meter lang und unter den Schlusssteinen 21 Meter hoch; ihr großes Kirchenschiff wird von zwei Reihen schlanker Säulen begrenzt und umfasst elf Joche. Die Basilika wird durch die Kapelle der Muttergottes der Kinder erweitert.
Die Basilika selbst steht seit 1983 unter Denkmalschutz.

## Ausstattung

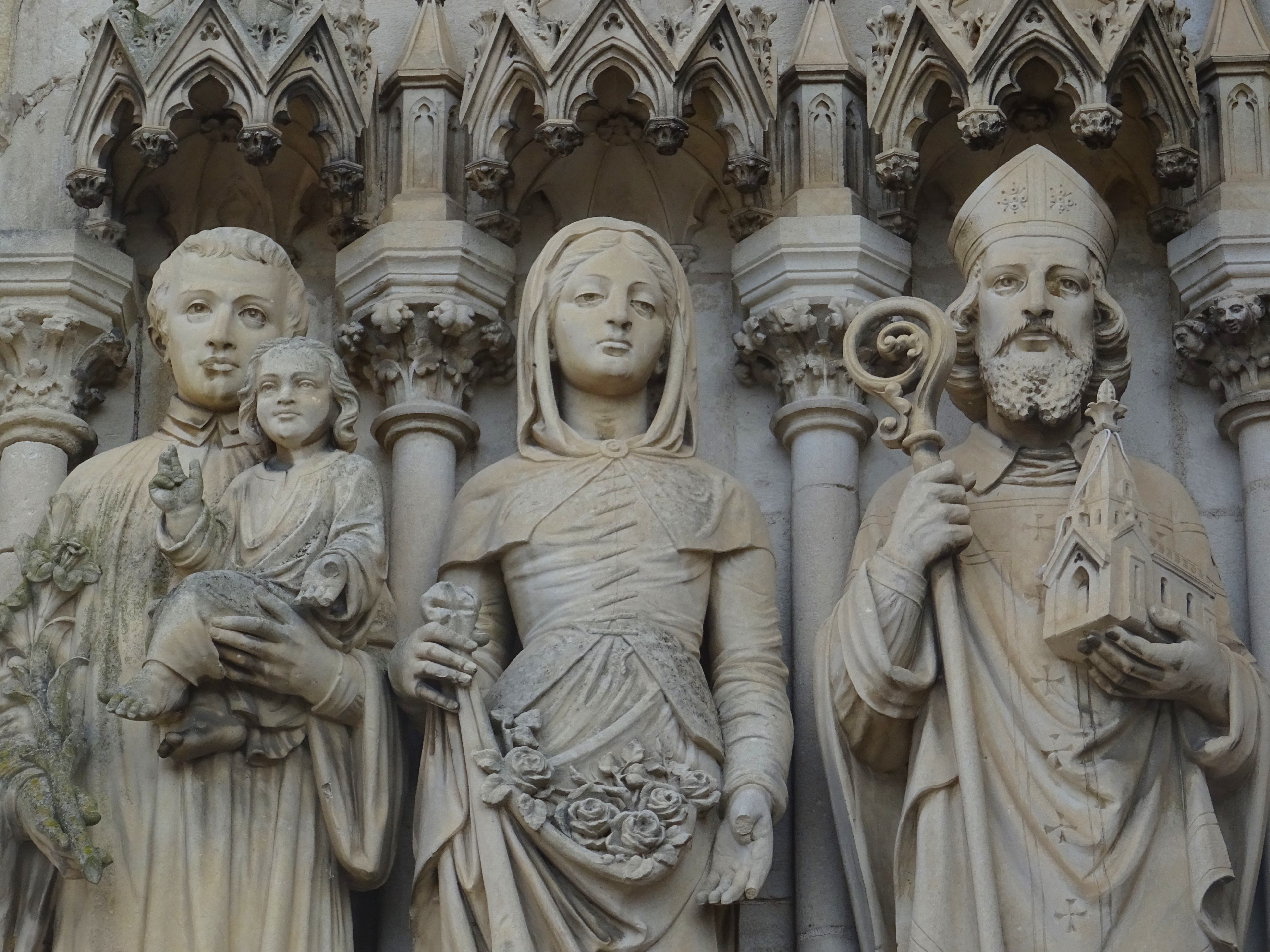
Portalstatuen der hln. Aloisius von Gonzaga, Germaine und Osmund

Der Architekt Auclair griff auf den Bildhauer Caussé in Bourges zurück, um 21 Statuen oder Skulpturengruppen zu arrangieren, darunter drei dominante, vier größere auf den Strebepfeilern des Hauptportals und vierzehn in den Nischen der Seitenportale.
Die Statuen der Basilika Unserer Lieben Frau der Kinder wurden in Bezug auf die Kindheit ausgewählt: Vinzenz von Paul, Johannes Baptist de La Salle, Antonius von Padua, Solange de Bourges, Schutzpatronin von Berry, Jakobus der Ältere, Aloisius von Gonzaga, Germaine Cousin, Osmund von Sées, Laurentius von Rom, Symphorianus, Ludwig der Heilige, Jan Berchmans, Theresia von Avila, Stanislaus Kostka, Blasius von Sebaste.
Der Hochaltar aus behauenem Stein stammt aus den Werkstätten von Saint-Savin (Vienne). Die Vorderseite wird von einem Flachrelief eingenommen, das die Einsetzung der Eucharistie darstellt. Der Tabernakel ist ein vergoldeter Schrank, auf dessen Tür der gute Hirte mit dem verlorenen Schaf auf seinen Schultern dargestellt ist. Zu seiner Rechten und Linken stehen die Statuen der vier Evangelisten. An den beiden Säulen zu beiden Seiten des Choreingangs befindet sich links eine Stange mit einer Glocke am Ende und rechts ein Padiglione.

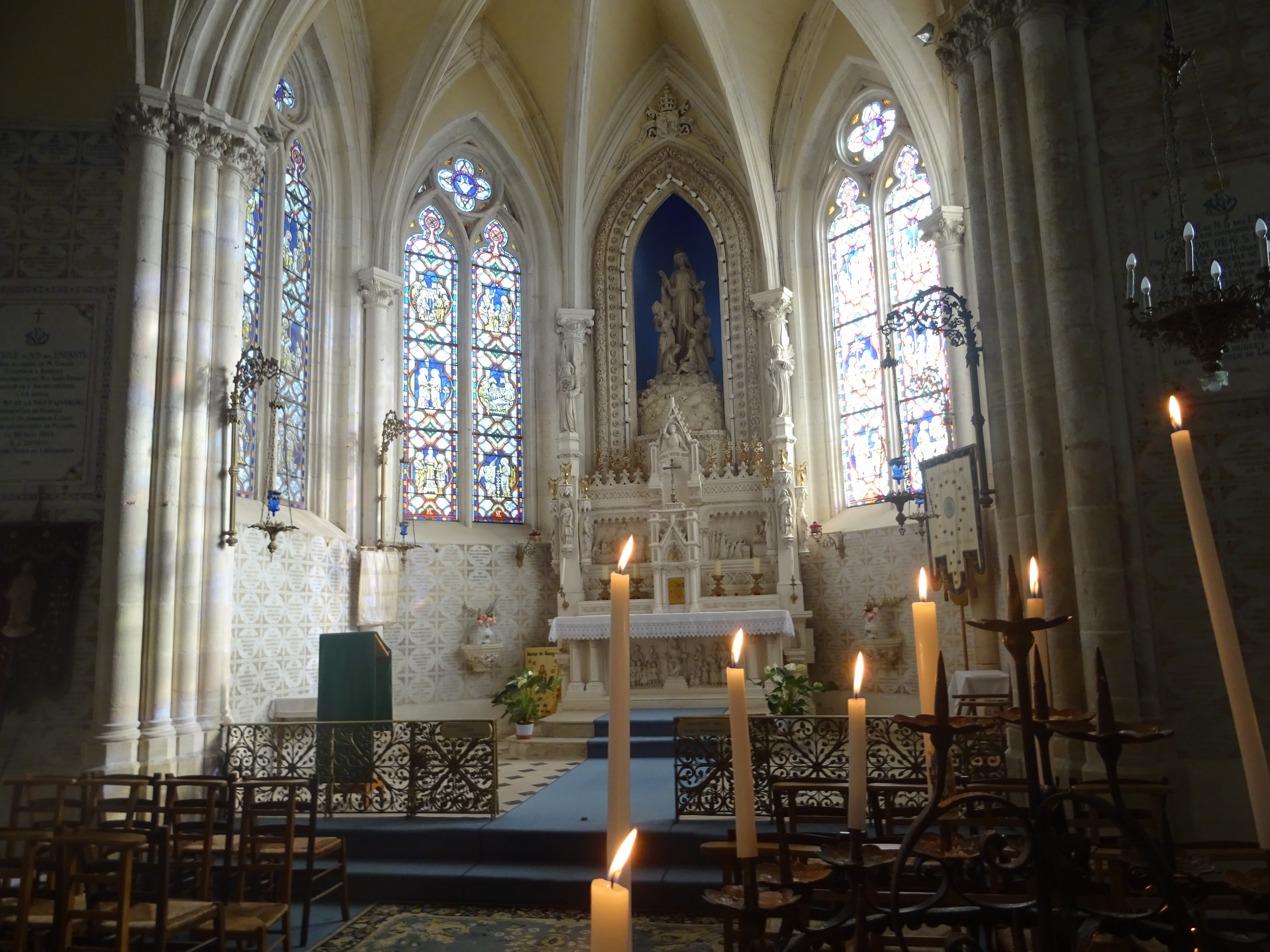
Kapelle der Muttergottes der Kinder

Die Kapelle Unserer Lieben Frau von den Kindern befindet sich am Scheitelpunkt der Basilika. Auf dem Flachrelief des Altars sitzt die Jungfrau Maria auf einem Thron. Kinder nähern sich ihr. Sie hört auf ihre Bitten. Dieses Thema ist auch über dem Altar sichtbar. Auf jeder Seite der Jungfrau nähern sich kleine Kinder ihr und knien zu ihren Füßen.
In der Kapelle, die dem Heiligsten Herzen Jesu gewidmet ist, befindet sich eine Statue der hl. Solange, der Schutzpatronin von Berry, und eine Statue des hl. Desiderius von Vienne.
Die Buntglasbilder wurden vom Atelier Lobin in Tours geschaffen. Aristide Cavaillé-Coll installierte 1889 eine Orgel im Chor gegenüber dem Gestühl. Sie wurde 1976 unter Denkmalschutz gestellt und 1979/80 restauriert.